# Camponotus gasseri
Camponotus gasseri är en myrart som först beskrevs av Auguste-Henri Forel 1894.  Camponotus gasseri ingår i släktet hästmyror, och familjen myror.

## Underarter
Arten delas in i följande underarter:
- C. g. caloratus
- C. g. gasseri
- C. g. lysias
- C. g. obtusitruncatus